# نینت تایب
نینت تایب (عبری: נינט טייב‎؛ زادهٔ ۲۱ اکتبر ۱۹۸۳) آهنگساز، موسیقی‌دان، خواننده-ترانه‌پرداز، هنرپیشه اهل اسرائیل است. وی از سال ۲۰۰۳ میلادی تاکنون مشغول فعالیت بوده‌است.